# 산칼리스토궁

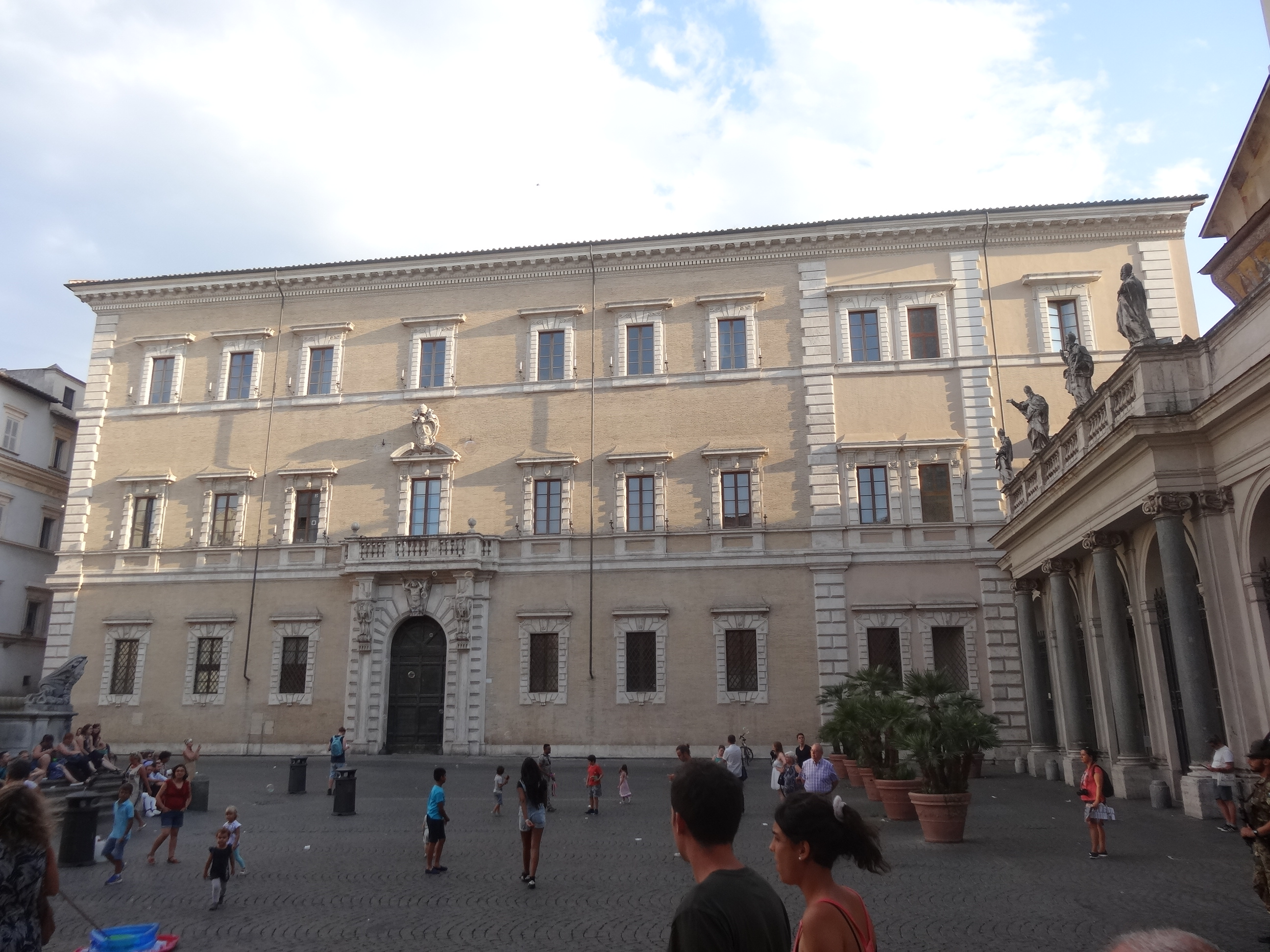
산칼리스토궁

산칼리스토궁(이탈리아어: Palazzo San Callisto)은 성좌의 소유 재산에 포함된 이탈리아 로마의 궁전 중의 한 곳이다. 본래 궁전의 위치는 산타 마리아 인 트라스테베레 광장이었지만, 나중에 산칼리스토 광장으로 확장되었다. 1929년 성좌와 이탈리아 왕국 간에 체결된 라테라노 조약에 따라 성좌에 속하게 되었다. 이곳은 치외법권 구역이다.
산칼리스토궁이라는 명칭은 교황 갈리스토 1세의 이름을 따서 지은 것이다. 현재 이곳에는 인간발전부와 국제 카리타스, 세계 가톨릭 성령 쇄신 봉사협의회 등이 상주해 있다. 1990년 유네스코에 의해 세계유산에 등록되었다.

## 같이 보기
- 바티칸 시국의 소유지
- 교황 갈리스토 1세
- 교황 바오로 5세
- 교황 비오 11세